# DVD+RW Alliance
DVD+RW Alliance – sojusz kilkunastu producentów dysków optycznych i nagrywarek wspierających standard zapisu DVD+RW. 
W jego skład wchodzą: HP, Philips, Verbatim, Sony, Ricoh, Yamaha, Thomson, Dell i wielu innych mniejszych producentów sprzętu i nośników. Do tego dochodzą jeszcze firmy zajmujące się tworzeniem oprogramowania, m.in.: Ahead Software (producent programów do wypalania płyt, Nero Burning Rom oraz Nero Express), Roxio (producent Easy CD Creatora i Easy Media Creatora), a także producenci mniej popularnych programów: WinOnCD i Gear.